# Stadion
Een modern stadion is een al of niet overdekte ruimte waar diverse sporten beoefend worden of waar concerten of andere evenementen worden gehouden. Een stadion bestaat over het algemeen uit een terrein met daaromheen tribunes waar  toeschouwers kunnen zitten of staan.

## Etymologie
De stadie was een Griekse lengtemaat van ongeveer 192 meter. Het stadion als permanente sportaccommodatie ontstond toen langs de renbaan met deze afstand tribunes voor toeschouwers werden gebouwd.

## Geschiedenis

### Oudheid
In de oudheid werden al soortgelijke bouwwerken gemaakt, oud-Griekse stadions en amfitheaters bijvoorbeeld. In Olympia is een stadion bewaard met startplaatsen voor twintig lopers. Aan weerszijden zijn verhogingen aangelegd waarop ongeveer 50.000 toeschouwers konden staan. Het bekendste Romeinse amfitheater is het Colosseum.

### Moderne stadions
Vanaf het einde van de 19e eeuw zijn er weer stadions gebouwd voor verschillende sporten. Eerst hadden ze slechts een handvol houten tribunes met staanplaatsen, maar gaandeweg werden de stadions groter en complexer. Toen de stadions steeds groter werden, bleken volgepakte tribunes met staanplaatsen veiligheidsproblemen te geven als er paniek ontstond en als de toeschouwers geëvacueerd moesten worden Veel stadions zijn omgebouwd zodat er alleen nog maar zitplaatsen waren, ook voor het comfort. Daardoor werd de capaciteit van de stadions lager.

## Sport

### Voetbal

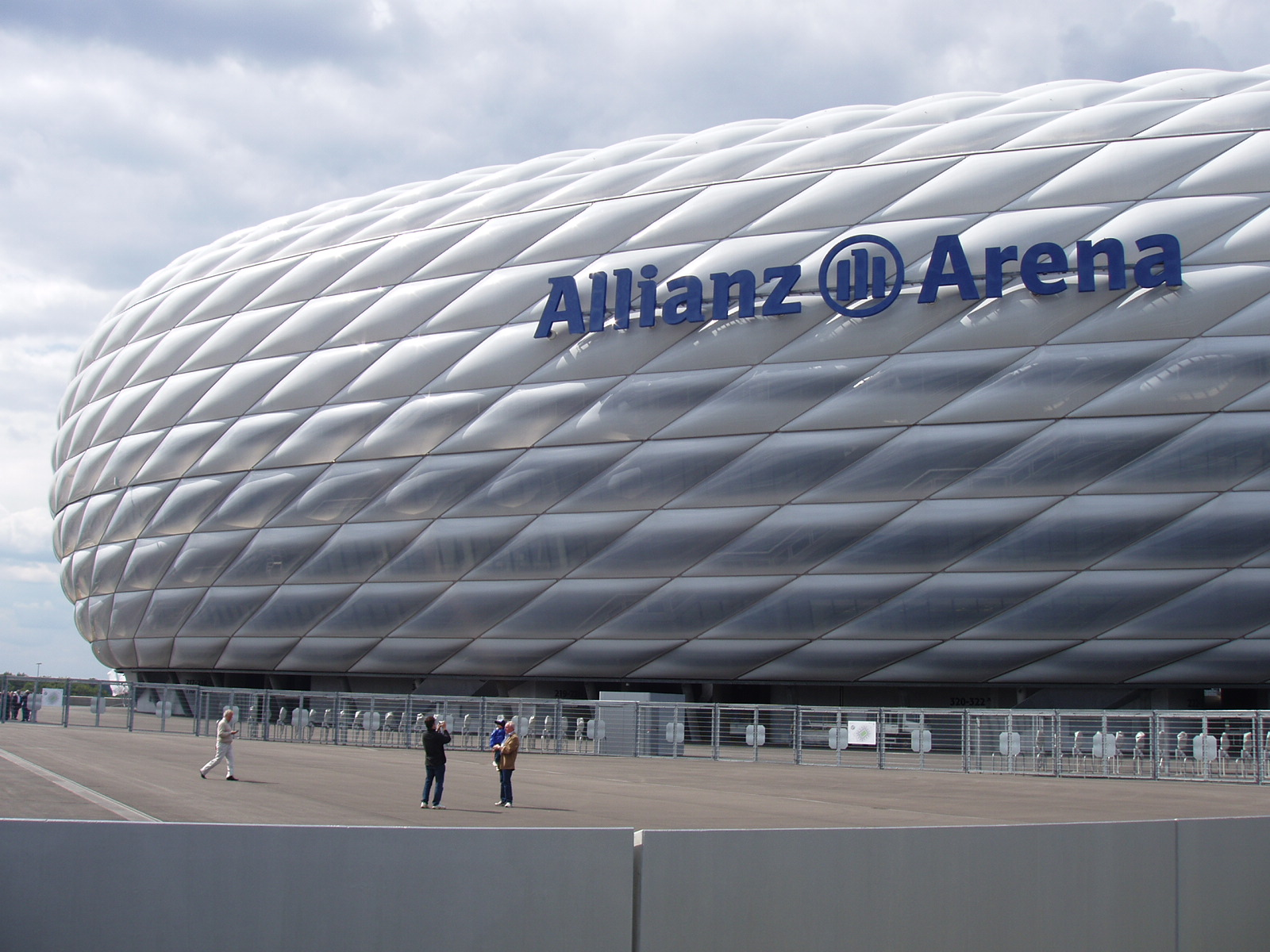
Allianz Arena

Verreweg het meest bekende soort stadion is het voetbalstadion. In deze stadions wordt voetbal beoefend, vaak is een stadion ook multifunctioneel en wordt het ook voor andere doeleinden gebruikt, zoals voor concerten. Soms is er rondom het veld een atletiekbaan te vinden als het stadion niet alleen voor voetbal maar ook voor andere sporten gebruikt wordt.

### Atletiek
Atletiekstadions komen in mindere mate voor dan voetbalstadions, maar ze worden meestal voor meerdere sporten gebruikt. Voorbeelden van sporten die in een atletiekstadion beoefend worden, zijn: sprint, speerwerpen en discuswerpen. Een atletiekstadion bestaat meestal uit een atletiekbaan aan de buitenkant en in het midden is een grasveld voor de andere sporten.

### Schaatsen
Stadions voor schaatsen komen vanwege de wisselende populariteit van de sport minder voor. In Nederland  is Thialf in Heerenveen een bekend voorbeeld. Vroeger waren deze stadions niet overdekt, maar omdat daardoor de evenementen te veel afhankelijk van het weer waren, zijn ze later vaak overdekt.

### Basketbal
Basketbalstadions komen vooral voor in de Verenigde Staten. Het zijn grote zalen met tribunes waar basketbal wordt gespeeld. 

## Stadionconcerten
Veel stadions worden naast  sportwedstrijden ook nog gebruikt voor andere evenemtnen zoals optredens (stadionconcerten). Bekende voorbeelden van stadions in Nederland waar stadionconcerten worden gegeven zijn: De Kuip, Johan Cruijff ArenA, het GelreDome en het Philipsstadion.

## Trivia

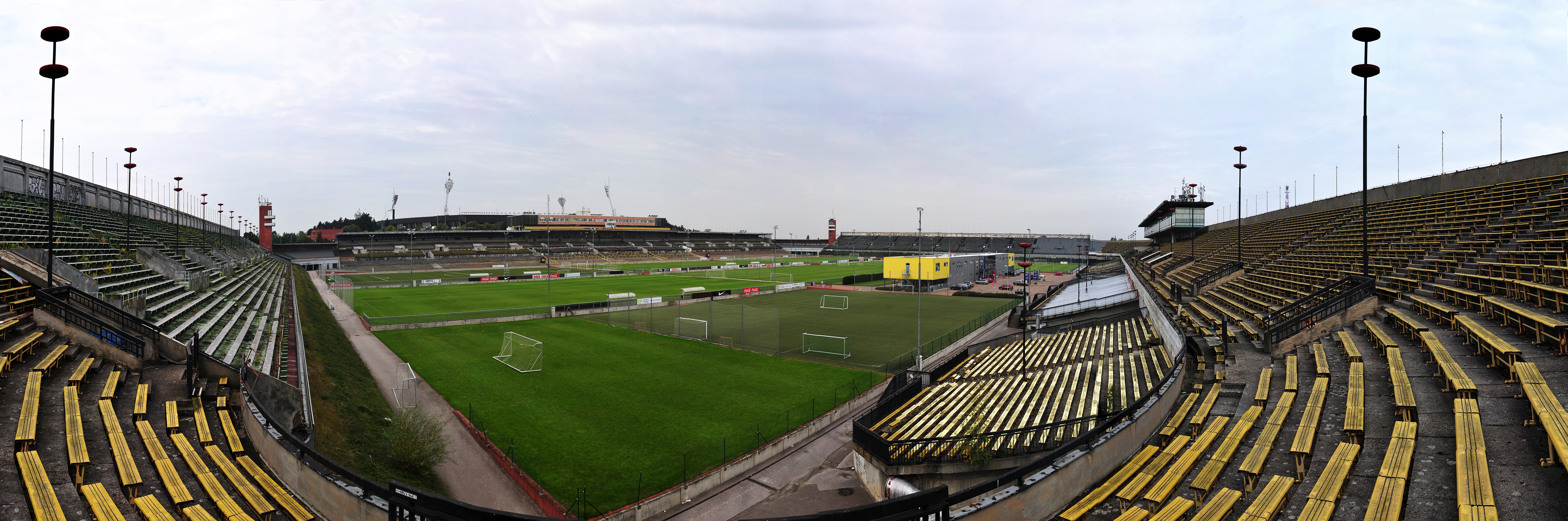
Het Strahovstadion in Praag

- Het Strahovstadion in de Tsjechische hoofdstad Praag is met 220.000 plaatsen het grootste stadion ter wereld. Het samengestelde stadioncomplex omvat onder meer 6 voetbalvelden en 2 futsalvelden.

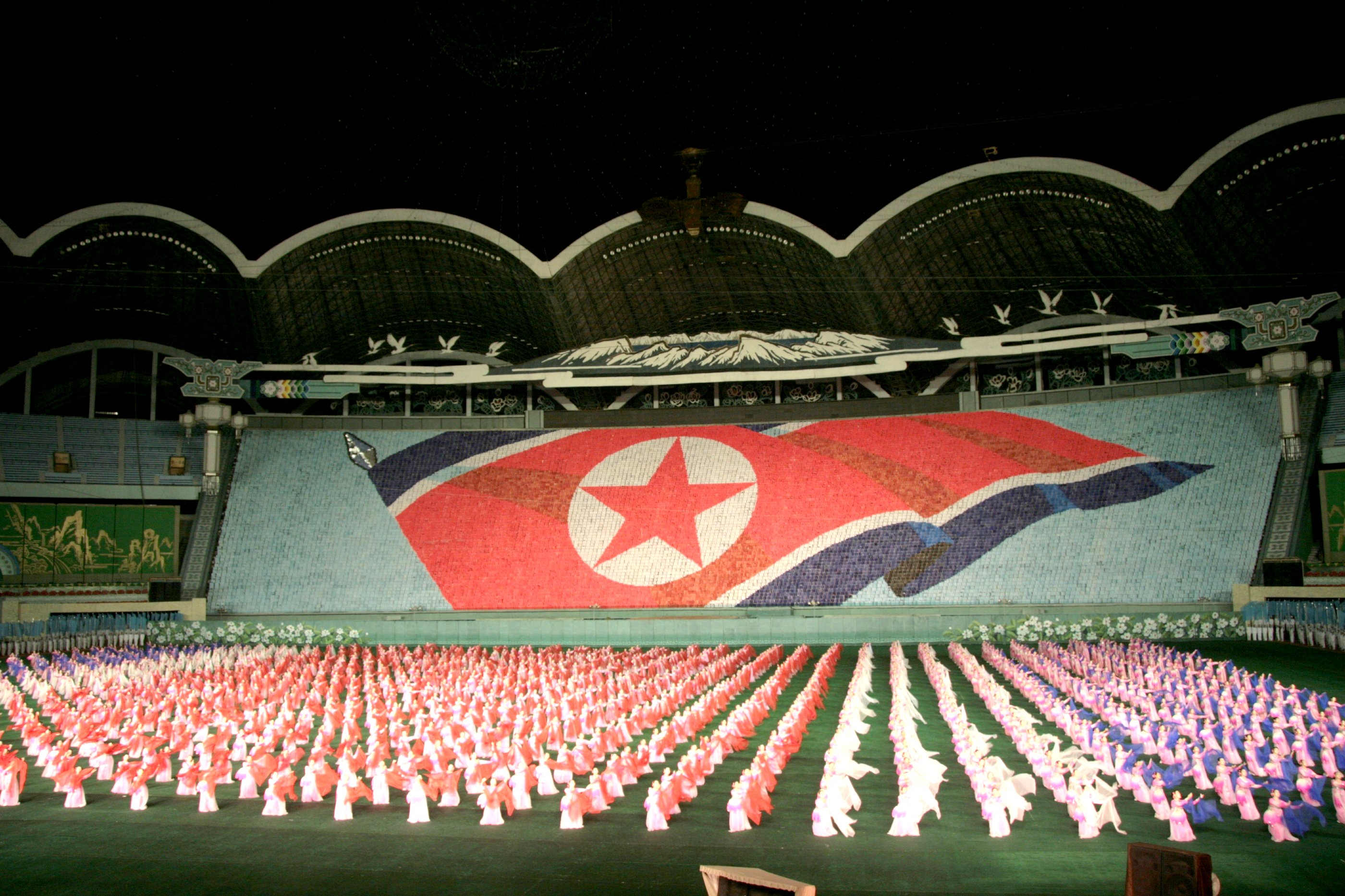
Het 1 mei-stadion in Pyongyang

- Het 1 mei-stadion in de Noord-Koreaanse hoofdstad Pyongyang is met 150.000 plaatsen het op een na grootste stadion ter wereld. Het wordt af en toe voor voetbalwedstrijden gebruikt, maar ook vaak voor andere doeleinden.